# Lingua limosina
Le espressioni limosino e lingua limosina sono state utilizzate a partire dal XVI secolo e fino alla metà del XIX secolo per designare la lingua catalana. Queste denominazioni erano ispirate dalla vicinanza del catalano e dell'occitano e riflettono il prestigio del dialetto limosino, quello dei primi trovatori, che influenzò molto la cultura catalana.
Peraltro, nel corso della storia, questi termini sono anche stati utilizzati in tutta l'Occitania per designare la lingua dei trovatori in generale, vale a dire l'occitano medievale. Sembra che, intorno al XIII secolo, questi termini abbiano potuto definire l'insieme delle lingue catalane e occitane, per differenziarle dal francese.
Germà Colón, catalano specializzato in filologia romanza e in lessicologia catalana, considera che il riferimento delle parole limosino e lingua limosina all'insieme della lingua occitana fa parte di un fenomeno molto comune nelle lingue romanze che consiste nell'attribuire a una lingua il nome di uno dei suoi dialetti. Egli ricorda che la parola provenzale veniva anche utilizzata talvolta per designare l'insieme dei dialetti occitani, mentre per alcuni catalani stava a significare la loro lingua (per esempio, nel XIII secolo, Jofre de Foixà parla di "cantar proençals" e, nel XIV secolo, Luys d'Averçó di "proensalesh").

## Medioevo
Il XIII secolo fu il secolo d'oro della letteratura popolare del Limosino, da dove provenivano i migliori trovatori dell'epoca, conosciuti e rinomati in tutta l'Occitania, dalla Catalogna fino all'Italia. I trovatori catalani cantavano in catalano ma anche in occitano, per essere compresi "internazionalmente", allo stesso modo dei numerosi cantanti di oggi che cantano in inglese invece che nella loro lingua nativa.

### Primi riferimenti scritti
Si trovano le prime tracce scritte del termine limosino per indicare il catalano, l'occitano o talvolta entrambi, nel primo manuale di retorica trobadorica, il Razós de trobar del catalano Ramon Vidal de Besalú, risalente al Duecento; questo testo rappresenta anche il primo studio grammaticale di una lingua romanza. Vi si parla del lemosin per nominare el nostre lengatge (la nostra lingua). È evidente che si parla dell'insieme dell'occitano e la maggior parte di storici e linguisti hanno pensato di comprendere nella definizione anche il catalano.
Nel 1220, il trovatore occitano Albertet de Sisteron metteva da un lato le regioni del nord della Francia e dall'altro le regioni di lingua catalana e occitana, che considerava dello stesso gruppo, nonostante l'Occitania fosse ormai già conquistata dai francesi. Tuttavia, egli non vede le terre del Limosino come l'insieme dell'Occitania ma come una delle sue regioni, così come la Provenza, l'Alvernia ecc.

## Epoca moderna
All'inizio del XVI secolo, nei regni di Valenza e di Maiorca, la parola limosino faceva riferimento al catalano antico e alla lingua dei trovatori catalani e/o occitani. In seguito, sempre nel XVI secolo, nel regno di Valenza si preferiva utilizzare la parola "limosino" piuttosto che "catalano" per designare il catalano contemporaneo.
D'altra parte, una volta che il regno di Spagna conquistò le terre di lingua catalana, i castigliani trovarono molto pratico usare il termine limosino anziché catalano. Più tardi, si preferirà in lingua spagnola (in Spagna) il termine dialecto (dialetto), così come in Francia si utilizza per l'occitano, ancora oggi, la parola patois.

### Primi riferimenti scritti
In epoca moderna, la prima volta che si trova scritta questa parola indicante la lingua della poesia fu nel 1502, a Maiorca, su un manifesto concernente un premio per cobles lemosines in onore di Raimondo Lullo.
La prima volta che fu utilizzata nello scritto per parlare del catalano medievale fu nel 1521, da parte di Joan Bonllavi, nel suo libro Llibre d'Evast e Blanquerna modernitzat, dove con «la llengua llemosina primera» si indica la lingua di Raimondo Lullo. In questo libro sono messi a confronto diversi manoscritti del Blanquerna, di cui uno in occitano.
Nel 1523, il termine viene usato per indicare il catalano contemporaneo della versione modernizzata del libro Scala Dei, scritto da Francesc Eiximenis in catalano nel XIV secolo.
Infine, nel 1531, è usata a Valenza per indicare il catalano originale contemporaneo dell'epoca, in particolare quello del libro L'Espill, scritto verso il 1460 da Jaume Roig.
Nel 1646, 1736 e 1791, l'espressione lingua limosina appare ancora in molti riferimenti scritti per indicare il catalano medievale del maiorchino Raimondo Lullo, insieme alla parola catalana che indica la lingua catalana contemporanea.
Il 1768, il re Carlo III di Spagna detta in spagnolo la Real Cédula de Aranjuez, in base alla quale interdice l'utilizzo della lengua lemosina (lingua limosina, ma facendo riferimento al catalano) nelle scuole e nei tribunali.

## LaRenaixença
La seconda metà del secolo XIX fu l'epoca della Renaixença della cultura e letteratura dei Paesi Catalani. È un movimento di recupero e di nuova fierezza del catalano di fronte alla situazione di diglossia in cui si trovava. In effetti, lo spagnolo si era imposto nei territori precedentemente catalanofoni, dove le due lingue erano parlate, ma in una situazione tale che lo spagnolo poteva essere utilizzato sempre e dovunque, lo si imparava nelle scuole ed era considerato colto, mentre lo studio del catalano veniva interdetto, tacciato di volgarità, se non addirittura definito come un dialetto (dello spagnolo) non colto parlato da contadini che non riuscivano ad esprimersi correttamente.
Nel secolo XIX, in seguito alla rivoluzione industriale, la piccola borghesia cominciò ad essere forte rispetto all'aristocrazia. Ciò implicava una maggiore indipendenza e potere della catalanofonia di fronte al centralismo assolutista del re a Madrid, sfociando nel desiderio di recuperare e difendere la sua identità; nacque così la Renaixença ("Rinascimento").
Già dall'inizio della Renaixença, gli studiosi della letteratura trobadorica consideravano inappropriato l'utilizzo di lingua limosina per riferirsi al catalano, mentre Marià Aguló i Fuster rivendicò il recupero della parola catalana nei Jeux floraux del 1862.
I filologi e gli studiosi di lingue, nel secolo XIX, avevano recuperato l'identità indipendente del catalano e dell'occitano, così che l'espressione "lingua limosina" scompare a causa della sua inesattezza filologica e storica (salvo in riferimento al dialetto occitano parlato nel Limosino).
I riferimenti sono molto abbondanti. Già all'inizio del secolo XIX, Gaspar Melchor de Jovellanos annunciava fin dal suo esilio a Maiorca che presto si sarebbe utilizzata la parola "catalano". Nel 1855, Josep Maria Quadrado, di Minorca, criticò la parola "limosino", come lo avrebbero fatto, per esempio nel 1858, i principali studiosi di letteratura trobadorica, il catalano Manuel Milà i Fontanals o, nel 1864, lo specialista di grammatica catalana Antoni de Bofarull. Anche coloro che prima avevano utilizzato la parola "limosino" rivendicarono tuttavia il termine "catalano": è il caso di Marcelino Menéndez Pelayo, che difese il termine "catalano" nel 1889. Nelle Isole Baleari si preferiva la parola "catalano" a "limosino", come per esempio fece il maiorchino Jeroni Rosselló, che nel 1873 pubblicò i suoi Poetes balears. Setgle XIX. Poesies d'autors vivents escrites en català. Anche nella Comunità Valenzana, l'opera di Vicent W. Querol fu pubblicata nel 1877 con il titolo di Rimes catalanes.
Nel secolo XX il termine limosino per designare la lingua catalana o occitana non è più utilizzato.